# 第33回主要国首脳会議
第33回主要国首脳会議（だい33かいしゅようこくしゅのうかいぎ、英:The 33rd G8 Summit）は、2007年6月6日から8日にドイツのハイリゲンダムで開催された主要国首脳会議（G8）。開催地にちなみハイリゲンダムサミットとも称される。

## 概要

### 議論
投資、技術革新、持続可能な開発が主な議題とされ、地球温暖化対策として、2050年までに温室効果ガスの排出量を少なくとも半減させることを真剣に検討することが合意された。また、アフリカ向けのインフラに関するコンソーシアム(ICA)の設立が合意された。
日本国総理大臣の安倍晋三の意向を受けて、議長総括に北朝鮮による日本人拉致問題の解決が盛り込まれた。

### 出席者の取り違え
サミット出席者を紹介する地元ドイツの新聞3紙が、安倍晋三の顔写真の代わりに農林水産大臣赤城徳彦の顔写真を誤って掲載した。2007年6月7日までに14万部以上が配布されたが、読者からの苦情は1件もなかった。また、第33回主要国首脳会議で激論となった環境問題の討議を風刺した漫画が『Newsweek』（欧州版）に掲載されたが、その漫画では安倍晋三が見当たらず、その代わり、サルコジら各国首脳に混じり小泉純一郎としか思えない髪型の男性が描かれている。

## 出席首脳
出席首脳の一覧

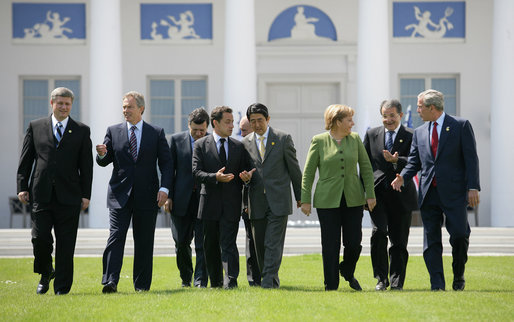
2007年6月7日、ドイツ、メクレンブルク＝フォアポンメルン州ハイリゲンダムに集まったG8の首脳ら

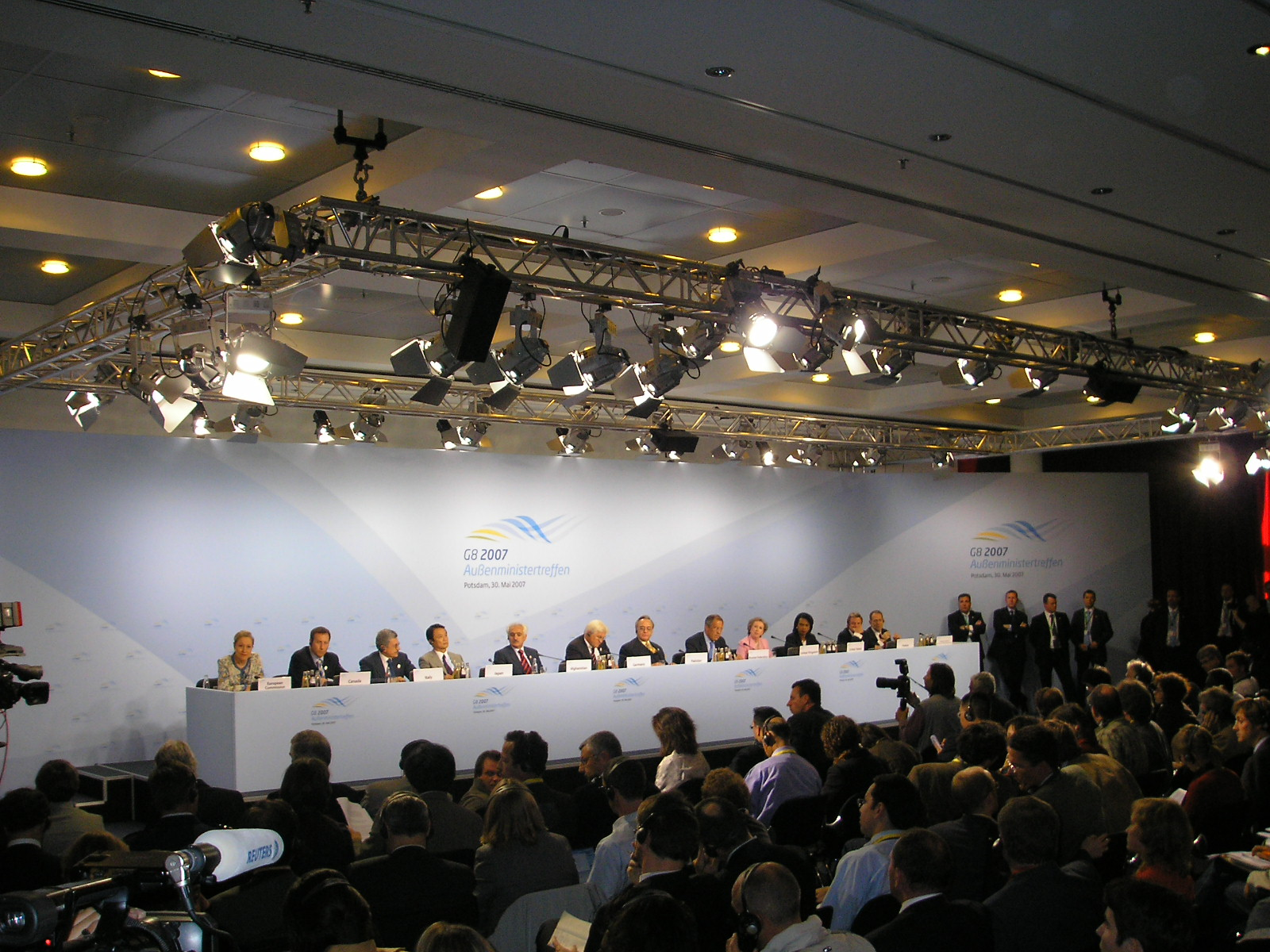
2007年5月30日、ドイツ、ブランデンブルク州ポツダムに集まったG8の外相ら

- アンゲラ・メルケル（議長・ドイツ連邦首相）
- ニコラ・サルコジ（フランス共和国大統領）
- ジョージ・W・ブッシュ（アメリカ合衆国大統領）
- トニー・ブレア（イギリス首相）
- 安倍晋三（日本国内閣総理大臣）
- ロマーノ・プローディ（イタリア首相）
- スティーヴン・ハーパー（カナダ首相）
- ウラジーミル・プーチン（ロシア連邦大統領）
- ジョゼ・マヌエル・ドゥラン・バローゾ（欧州委員会委員長）